# Flakkebjerg Sogn
Flakkebjerg Sogn 
ist eine Kirchspielsgemeinde (dän.: Sogn)
auf der Insel Sjælland in Dänemark.
Bis 1970 gehörte sie zur Harde Vester Flakkebjerg Herred im damaligen Sorø Amt, danach zur Hashøj Kommune im Vestsjællands Amt, die im Zuge der  Kommunalreform zum 1. Januar 2007 in der Slagelse Kommune in der Region Sjælland aufgegangen ist.
Im Kirchspiel leben 744 Einwohner, davon 463 im Kirchdorf (Stand: 1. Januar 2023).
Im Kirchspiel liegt die Kirche „Flakkebjerg Kirke“.
Nachbargemeinden sind im Norden Skørpinge Sogn, im Osten Gimlinge Sogn, im Süden Høve Sogn, im Südwesten Eggeslevmagle Sogn und im Westen Fårdrup Sogn.